# Pierre de La Baume (cardinal)
Pour les articles homonymes, voir Pierre de La Baume.
Pierre de La Baume, né à Montrevel-en-Bresse en 1477 et mort à Arbois le 4 mai 1544, est un cardinal du XVIe siècle. Issu de la famille de La Baume de Montrevel, originaire de la Bresse, il est l'oncle du cardinal Claude de La Baume (1534-1594).

## Biographie

### Origines
Pierre de La Baume est né à Montrevel-en-Bresse en 1477,. Il est le fils de Guy de La Baume, comte de Montrevel, et de Jeanne de Longwy (cf. Neublans > toutes les branches),. Il est issu de la famille noble des La Baume, originaire de la Bresse,. Il a un frère, Claude de La Baume, futur maréchal de Bourgogne, conseiller et chambellan de l'Empereur Charles-Quint, chevalier de la Toison d'Or, tout comme son père.

### Carrière religieuse
Pierre de La Baume obtient son doctorat en théologie, à Dole, en 1502.
Il est chanoine d'Aix-en-Provence et reçu chanoine-comte de Lyon, en 1502. À partir de 1510, il est abbé commendataire de Saint-Claude, de Notre-Dame de Pignerol, de Saint-Just de Suse et de Moustier-Saint-Jean.
Le duc Charles III de Savoie l'envoie comme conseiller, au Ve concile du Latran de 1512 à 1517. Coadjuteur de l'évêque de Genève, il est élu évêque en 1522 ; ses hésitations et tergiversations politiques lui aliénèrent les Genevois alors en pleine révolution politique et religieuse. Victime des désordres provoqués par les partisans de la Réforme, il s'exile au pays de Gex en 1527, puis, lors d'une vaine tentative de retour à Genève, il transfère le nouveau chapitre de Genève à Annecy en 1533.
Ses neveux, Louis de Rye et Philibert, lui succèdent à la tête de l'épiscopat de Genève,.
Le pape Paul III le crée cardinal lors du consistoire du 19 décembre 1539. La Baume succède à l'archidiocèse de Besançon en 1541 et résigne en 1543 au profit de son neveu Claude de La Baume.
Pierre de La Baume meurt le 4 mai 1544, à Arbois.